# Miles Hawk Trainer
Die Miles Hawk Trainer ist ein zweisitziges Schulflugzeug des britischen Herstellers Miles Aircraft.

## Entwicklung und Konstruktion
Die Miles Hawk Trainer wurde auf Basis der Hawk Major entwickelt, um den Bedarf für die De Havilland DH.82 Tiger Moth als Schulflugzeug zu ergänzen. Das Flugzeug verfügte über eine Doppelsteuerung, Ausrüstung für den Instrumentenflug und unterdruckbetätigte Spreizklappen. Im Jahr 1937 wurde die Maschine nach einer Air Ministry Specification für Schulflugzeuge zur Miles Magister weiterentwickelt.

## Versionen
M.2W Hawk Trainer
Ursprüngliche Serienversion, angetrieben von einem de Havilland Gipsy Major, vier Exemplare gebaut
M.2X Hawk Trainer
Verbesserte Version mit größerem Seitenruder, neun Exemplare gebaut
M.2Y Hawk Trainer
M.2X kleineren Änderungen, dreizehn Exemplare gebaut

## Betreiber
Rumänien
- Rumänische Luftstreitkräfte

 Vereinigtes Königreich
- Royal Air Force

 Spanien
- Fuerzas Aéreas de la República Española

## Technische Daten (M.2W)
| Kenngröße             | Daten                                           |
| --------------------- | ----------------------------------------------- |
| Besatzung             | 2                                               |
| Länge                 | 24 ft (7,32 m)                                  |
| Spannweite            | 34 ft (10,36 m)                                 |
| Höhe                  | 6,67 ft (2,03 m)                                |
| Flügelfläche          | 176 ft² (16 m²)                                 |
| Flügelstreckung       | 6,6                                             |
| Leermasse             | 1.210 lb (549 kg)                               |
| max. Startmasse       | 1.720 lb (780 kg)                               |
| Höchstgeschwindigkeit | 150 mph (241 km/h)                              |
| Dienstgipfelhöhe      | 18.000 ft (5.486 m)                             |
| Reichweite            | 400 mi (644 km)                                 |
| Triebwerke            | 1 × de Havilland Gipsy Major mit 130 PS (96 kW) |

## Erhaltene Exemplare
Eine M.2W mit dem Kennzeichen G-ADWT existiert lufttüchtig in England.